# District de Dungarpur
Le district de Dungarpur est une division administrative du Rajasthan.